# Zakład Lotniczy Antonow

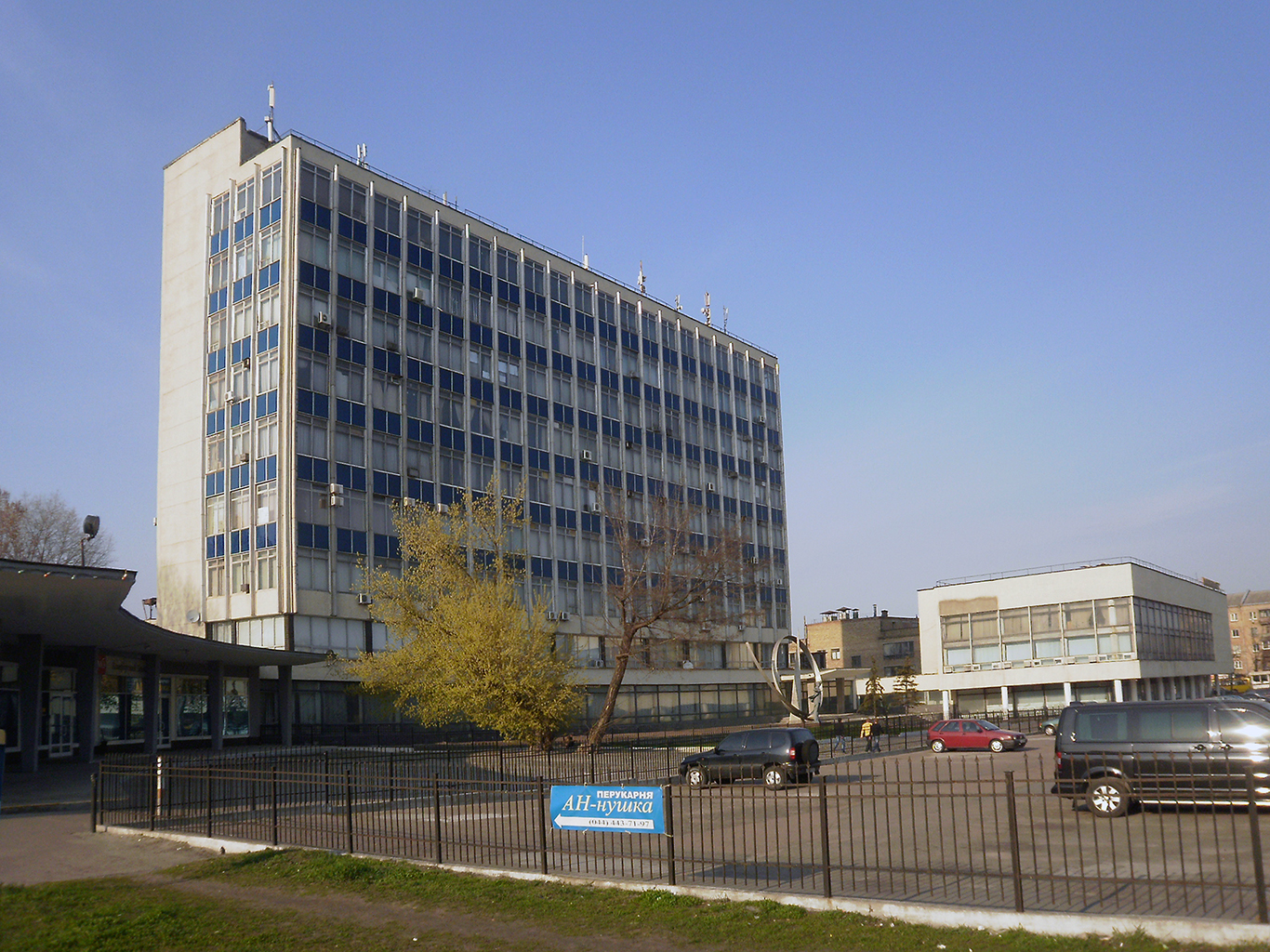
Siedziba przedsiębiorstwa

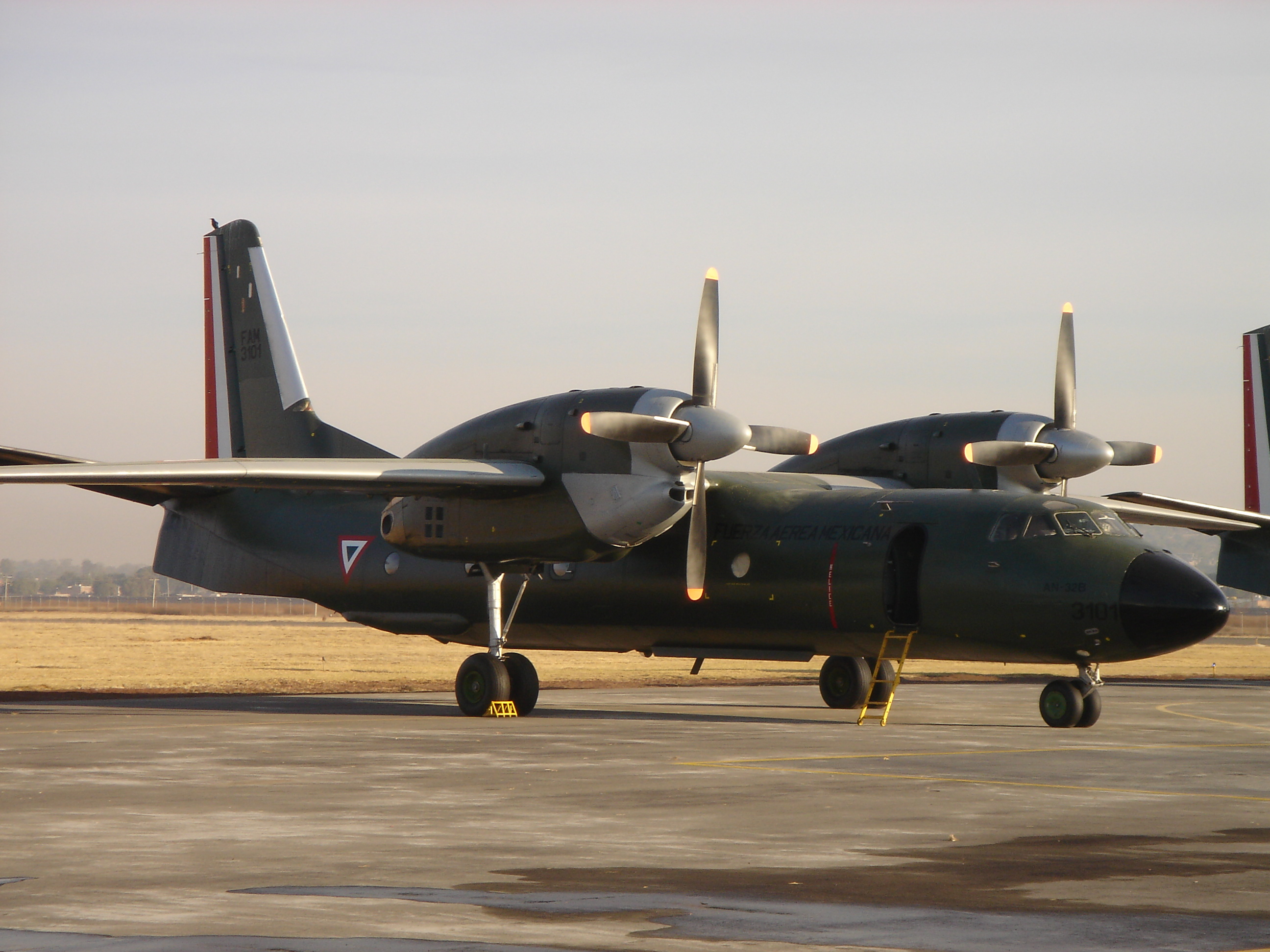
Samolot An-32

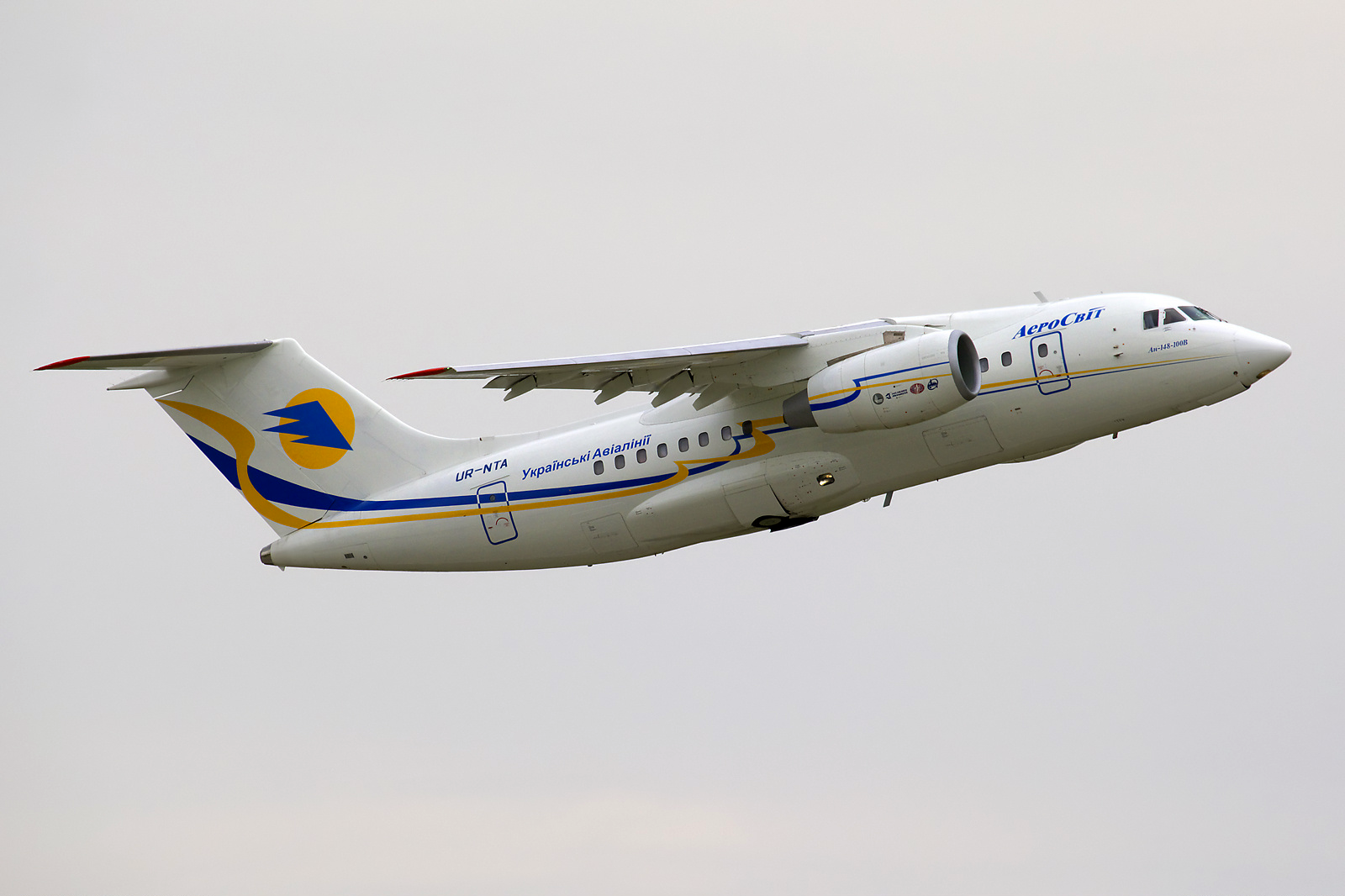
Samolot An-148

Seryjny Zakład Antonow (ukr. Серійний завод «Антонов») – ukraińskie przedsiębiorstwo przemysłu lotniczego z siedzibą w Kijowie, wcześniej radziecki zakład przemysłu lotniczego. Do 2008 roku nosiło nazwę Awiant (ukr. Авіант), która do tej pory jest potocznie używana. Z nielicznymi wyjątkami w zakładach seryjnie produkowano samoloty skonstruowane w biurze Antonowa, od 30 października 2008 roku przedsiębiorstwo weszło w struktury tego biura – i stanowi jego filię produkcyjną.

## Historia[1]
- Przedsiębiorstwo powstało w 1920 roku jako Zakład nr 12, w późniejszym czasie nazwę zmieniono na Kijowskie Państwowe Zakłady Lotnicze Awiant. Początkowo głównym zadaniem przedsiębiorstwa były remonty samolotów zagranicznej produkcji. Jednakże już w 1925 roku w zakładach podjęto produkcję samolotów pasażerskich własnej konstrukcji: K-1 i ChAI-1.
- W 1941 roku, po inwazji niemieckiej, zakład został zbombardowany i kompletnie zniszczony. Dopiero po wyzwoleniu Kijowa w 1943 roku ponownie podjęto w nim produkcję samolotów Po-2 oraz montaż myśliwców Jak-3 i Jak-9.
- W 1948 roku zakład przystąpił do seryjnej produkcji samolotu An-2, natomiast w 1959 roku samolotu pasażerskiego An-24.
- W latach 1969–1985 seryjnie produkowano samolot transportowy An-26, natomiast w okresie 1973–1979 samolot fotogrametryczny An-30.
- W latach 1972–2003 zakłady wyprodukowały 18 samolotów transportowych An-124 Rusłan, natomiast w 1988 roku jedyny egzemplarz największego samolotu na świecie An-225 Mrija.
- 2004 – nazwę zmieniono na ukraińską Kyjiwśkyj awiacijnyj zawod Awiant (Kijowski państwowy zakład Awiant)[2].
- 30 października 2008 – zakłady Awiant włączono do Państwowego Przedsiębiorstwa Antonow jako filię produkcyjną[2].
- Od 2009 – okres stagnacji – w latach 2009–2015 wyprodukowano 16 samolotów, po czym brak było dalszych zamówień (stan na 2021)[2].
- W lipcu 2018 Ołeksandr Doniec, działając w imieniu Zakładu Lotniczego Antonow, zawarł umowę z Boeing Company, dzięki której wznowiona zostanie seryjna produkcja samolotów[3][4].

## Obecna produkcja
- Samolot transportowy An-32 produkowany od 1979 roku,
- Samolot pasażerski An-148
- Samolot pasażerski An-158